# Melde- und Informationssystem Binnenschifffahrt
Das Melde- und Informationssystem Binnenschifffahrt (MIB) wurde geschaffen, um bei Schiffsunfällen den Rettungsdiensten und den für die Gefahrenabwehr zuständigen Stellen relevante Informationen zur Verfügung zu stellen. Das MIB erstreckt sich auf dem Rhein von Basel bis Rotterdam und auf den Untermain. Bestimmte Binnenschiffe und Ereignisse auf dem Rhein müssen bei der Bundeswasserstraßenverwaltung gemeldet werden. Entlang der Strecke gibt es dafür Revierzentralen (RVZ) in Basel (Port of Switzerland), Gambsheim (neben der Staustufe Rheinau-Gambsheim), Oberwesel (WSA Bingen), Duisburg (WSA Duisburg-Rhein) und Nijmegen (Rijkswaterstaat). Sie informieren die Schifffahrt außerdem über den Zustand der Wasserstraßen und nehmen Anrufe aus der Schifffahrt – insbesondere Notrufe – entgegen.